# Fritillaria yuzhongensis
Fritillaria yuzhongensis är en liljeväxtart som beskrevs av Guo Dian Yu och Y.S.Zhou. Fritillaria yuzhongensis ingår i Klockliljesläktet och i familjen liljeväxter. Inga underarter finns listade.